# Molly’s Chambers
«Molly’s Chambers» — первый сингл американской рок-группы Kings of Leon с альбома Youth and Young Manhood. Название взято из строчки ирландской народной песни «Whiskey in the Jar» в версии Thin Lizzy.
У этой песни есть дополнительный вариант, известный как «Molly’s Hangover». Он медленнее оригинала, но ускоряется во второй части песни, а также имеет другой бэк-вокал и гитарное соло.
Volkswagen использовал «Molly’s Chambers» в телевизионной рекламе Volkswagen Jetta.
21 июля 2009 года сингл был выпущен в виде загружаемого контента для серии видеоигр Rock Band.

## Список композиций

### CD Digipack
1. «Molly’s Chambers» — 2:15
2. «Wasted Time» (Live at the Birmingham Academy June 27, 2003) — 2:45
3. «Spiral Staircase» (Live at the Birmingham Academy June 27, 2003) — 3:19

### CD single
1. «Molly’s Chambers» — 2:15
2. «Molly’s Chambers» (Live at the Birmingham Academy June 27, 2003) — 3:07
3. «Red Morning Light» (Live at the Birmingham Academy June 27, 2003) — 3:07

### 10" vinyl
Ограниченный тираж в 6000 экземпляров.
1. «Molly’s Chambers» — 2:15
2. «Holy Roller Novocaine» (Live at the Birmingham Academy June 27, 2003) — 3:50